# Адріатична плита

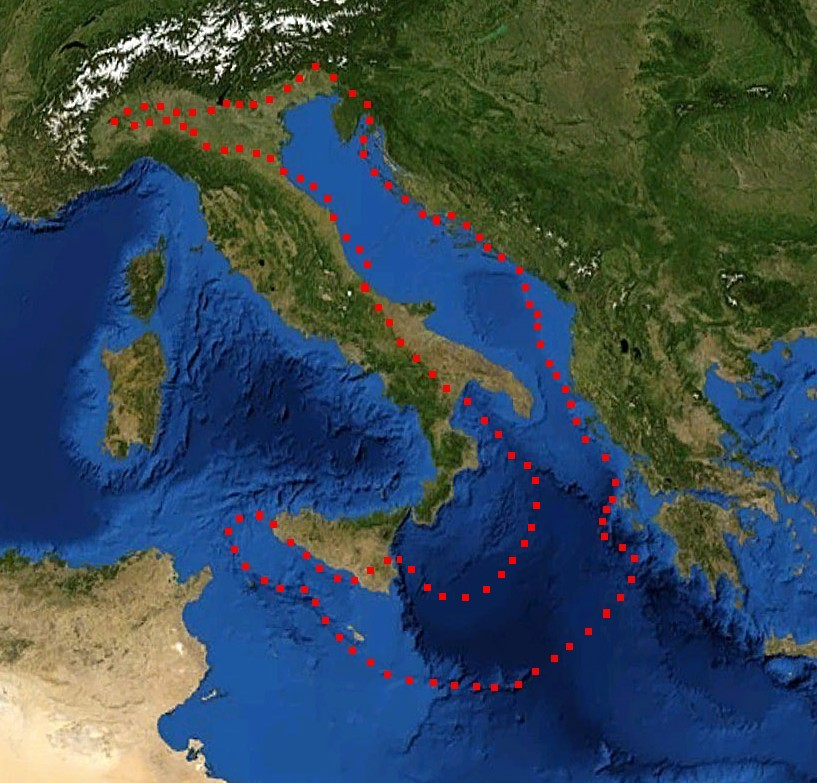
Адріатична плита окунтурена

Адріатична плита, Апулійська плита — маленька тектонічна плита, що відкололась від Африканської плити трансформаційним розломом в крейдовому періоді. Має континентальну кору.
Північна частина плити зазнала деформації за часів Альпійської складчастості, коли Адріатична плита зазнала колізію із Євразійською плитою. Зазвичай розглядається у складі Євразійської плити.
Вважається, що Адріатична/Апулійська плита все ще рухається незалежно від Євразійської плити у північно-східному напрямку з невеликим компонентом обертання проти годинникової стрілки. 

Періадріатичний розлом, що прямує через Альпи відокремлює обидві плити. Євразійська плита (континентальна кора) зазнає субдукцію під Адріатичну плиту — унікальне явище у тектоніці. Африканська плита (її океанічна кора) зазнає субдукції на південній межі Адріатичної плити, утворюючи вулкани південної Італії.
Схід Апеннінського півострова і Адріатичне море є частиною Адріатичної плити. Мезозойські відкладення привнесені плитою, складаються з вапняку і утворюють Південні Вапнякові Альпи.